# Hradiště (Domažlicei járás)
Hradiště település Csehországban, a Domažlicei járásban. Hradiště Úboč, Kanice, Němčice, Zahořany és Blížejov településekkel határos. Lakosainak száma 200 fő (2024. január 1.).

## Népesség
A település lakosságának változását az alábbi diagram mutatja:
| Lakosok száma | 388  | 353  | 362  | 225  | 144  | 158  | 171  | 168  | 195  | 200  |
|               | 1869 | 1890 | 1921 | 1950 | 1980 | 2001 | 2017 | 2019 | 2022 | 2024 |